# ロベルト・レイディ
ロベルト・レイディ（Roberto Leydi, 1928年2月21日イヴレーア-2003年2月15日ミラノ）はイタリアの民族音楽学者。
1950年代なかばから民族音楽に関する調査と研究に力を注いだ。
1973年からボローニャ大学芸術学科（DAMS）で教鞭を執った。
死の数ヶ月前、それぞれおよそ書籍1万点、楽器700点、ディスク6千点、テープ1400点をスイスのベッリンツォーナ方言学・民族学研究所に寄贈した。
| スタブアイコン | サブスタブ | この項目は、まだ閲覧者の調べものの参照としては役立たない、人物に関連した書きかけの項目です。この項目を加筆・訂正などしてくださる協力者を求めています（P:人物伝/PJ:人物伝）。 |